# 太刀 銘來國光 (九州國立博物館)
太刀 銘來國光（日语：／ Tachi mei-Rai Kunimitsu */?）是14世紀日本鎌倉時代的太刀。為鎌倉時代中期到南北朝時代間山城国的著名刀工流派——來派之代表作之一，現為日本國寶，存於九州國立博物館。
刀柄、刀鞘皆已遺失，今僅展示刀身本體。

## 年代
平安時代「前九年之役」與「後三年之役」後，武士力量的崛起使得刀劍的使用需求大增。彼时的刀匠为了满足武士持刀騎乘于馬上作戰的需求，在实践中研發出了又大又長的刀，稱為太刀。
鎌倉時代初期武家政治確立使得刀劍的需求逐步提升，後鳥羽天皇設置了御番鍛冶鼓勵製刀，讓刀劍的實用性與精細度更进一步得到提升。
隨著時代的推移，到鎌倉時代中晚期，社会動亂造成刀業的繁榮，來派刀匠集中的山城國即是政治與權力爭鬥的中心，刀匠们于是就近為武士提供了品質優異的刀劍使用。
來國光此刀製成年代落在鎌倉時代中後期至南北朝時代初期之間，繼承了平安時代的太刀特徵：鎬造，庵棟，並展現出了更加豪放的風格：更廣的刀幅、更勻稱的刀身、更細長的切先等。

## 外觀
根據典藏機構的研究與測量，本刀的資料如下：
- 總長80.6公分

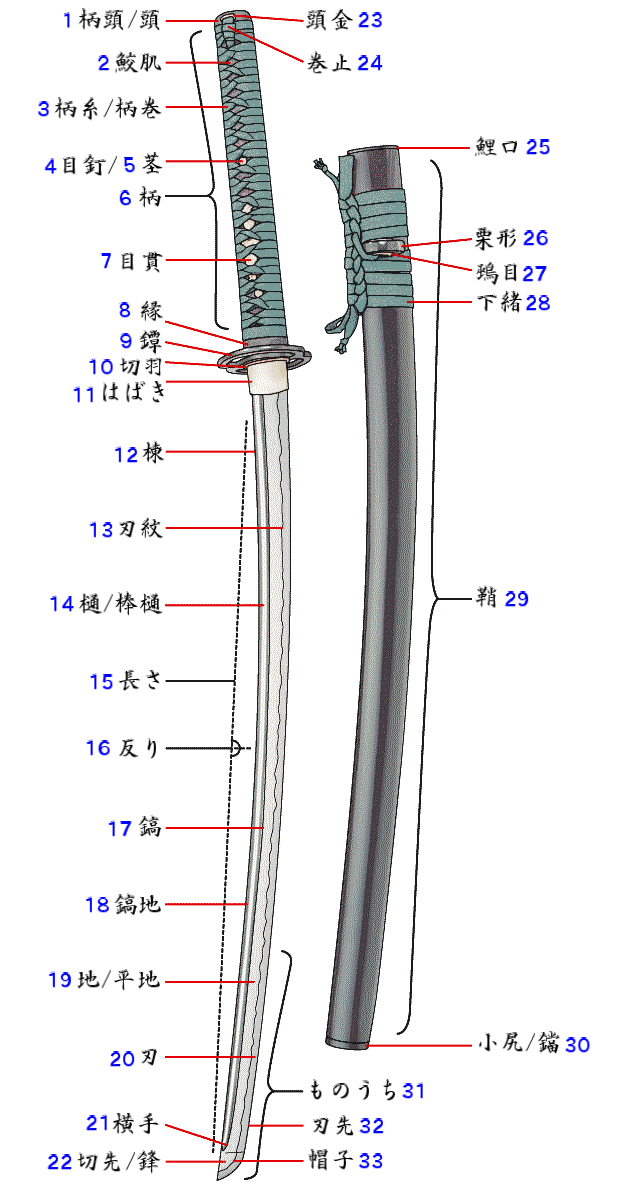
太刀部位圖

- （棟上兩端頂點連線與刀背的垂直距離）：3.3公分
- 元幅（刀身最寬處）：3.0公分
- 先幅（橫手處的刀身寬度）：2.2公分
- 鋒長（即稱切先）：3.2公分
- 莖長（安裝刀柄所留下的部分）：21.2公分

本刀本體的形式特徵如下：
- 鎬造：刀身呈現彎曲（反）狀，刀身側面及其他部位均看得到有如小山般突出的區域，也就是「鎬」的造型。大多數的日本刀都是這種造型，所以又稱為「本造」。
- 庵棟：棟，刀身上與刃相反的部位，也就是刀背。刀背呈現三角狀的突起稱為「庵棟」。
- 棒樋：樋，刀身上的凹槽。棒樋即粗而大的單條凹槽。在刀身上刻出樋，乃是為了提身刀身的性能。減輕刀的重量同時維持強度，在砍殺敵人時還能降低刀身與肉體緊密貼合的面積，降低摩擦力。除此之外，還能藉由樋引流敵人體內冒出的血液，減少血黏附在刀刃上，維持銳利度。
- 板目肌：紋路有如年輪方向平行切開的木材「板目」的地肌。大部分的日本刀皆屬於這一種。地肌的紋路誕產生於刀匠們為了去除鐵內的不純物質而不斷地摺疊鐵塊並敲擊的程序，最後鐵產生無數層的紋路狀態。
- 直刃：與刃平行的筆直延伸刀紋。與此相反帶著類似波浪曲線的刀紋則稱「亂刃」。刃文是因為把燒得熾熱的刀身放入水中急速冷卻時，導致鐵的性質產生變化而出現的紋路。

## 作者
來國光（らいくにみつ），鎌倉時代末期至南北朝時代之間的刀工，是來派的刀工之一，來國俊之子。
現存的作品多為太刀和短刀，作品風格以雄昂霸氣聞名。
以「來」字為系列的銘文最早出現於鎌倉時代中期，根據現存日本最古老的刀劍專書《銘尽》記載，「來」家族是來自朝鮮半島的刀匠，普遍在其作品上銘下「來國○」的字樣。
在其先祖來國吉後，還出現了來國行、來國俊、來國光、來國次等多位刀工。來派是日本刀五大傳承流派山城傳的代表之一。

## 傳承
根據官方記載
，本刀在1639年（寛永16年）時，為當時的姬路城主松平忠明所有，並在大坂之陣使用，之後由松平家傳承；隨後歷經三菱岩崎家（後來的三菱財閥）、輾轉為山縣有朋所有。1885年，10月19日時，明治天皇行幸山縣府邸之際，時任內務大臣的山縣有朋即獻上此刀予明治天皇，成為皇室收藏品。
戰後交由成為東京國立博物館館藏，2005年九州國立博物館開館之際轉為保管，為館內最重要的三件國寶之一。

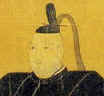
松平忠明
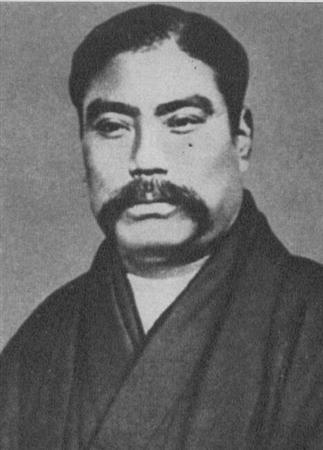
岩崎彌太郎
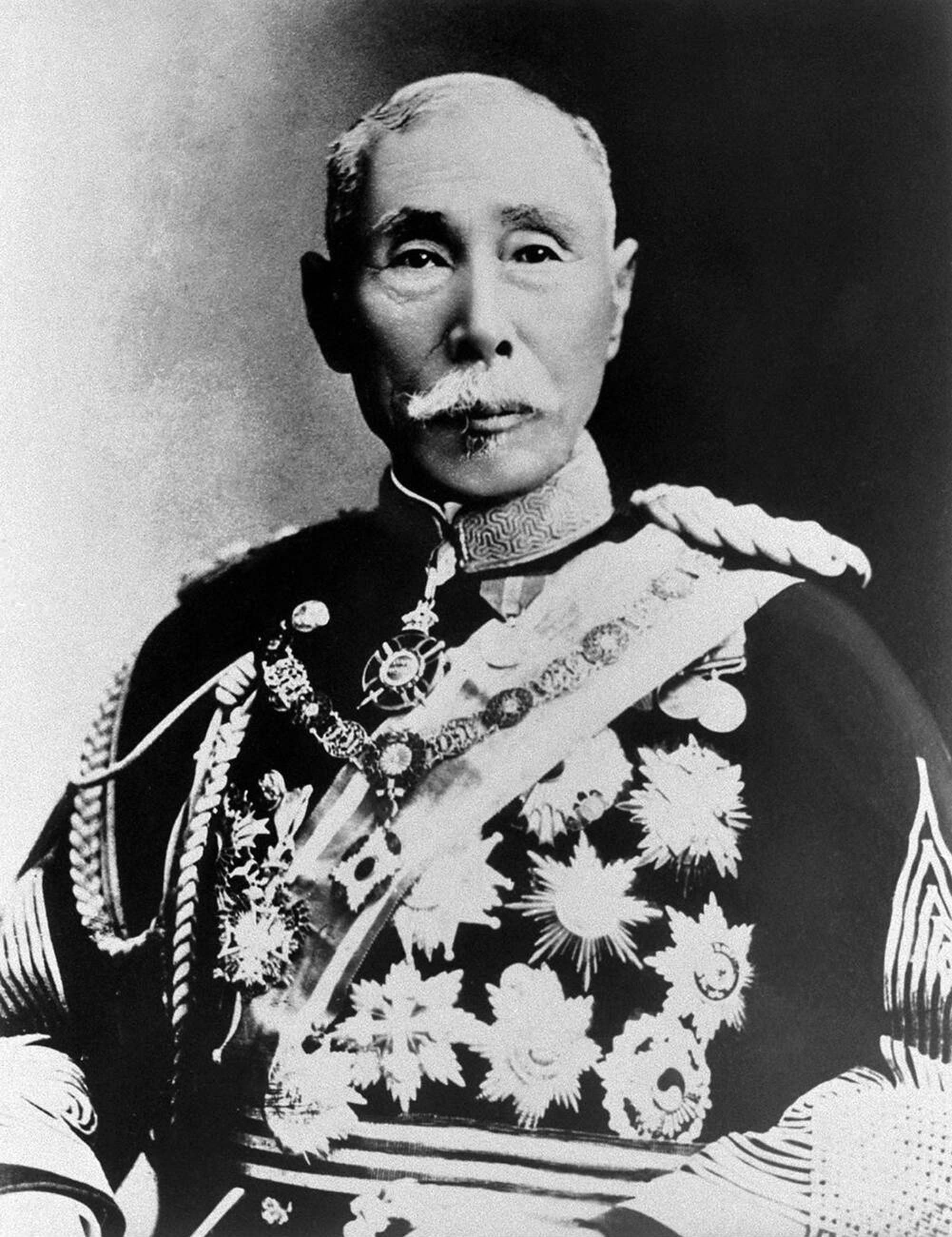
山縣有朋
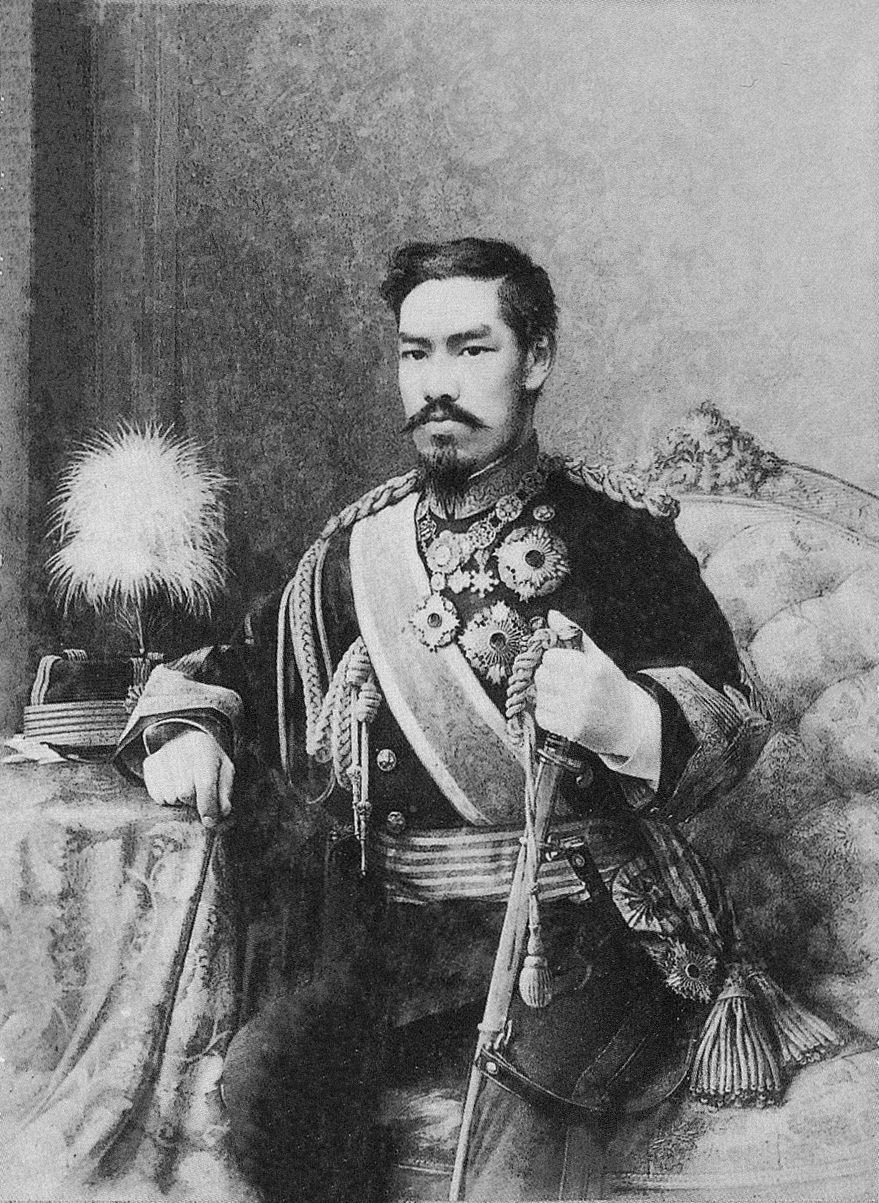
明治天皇
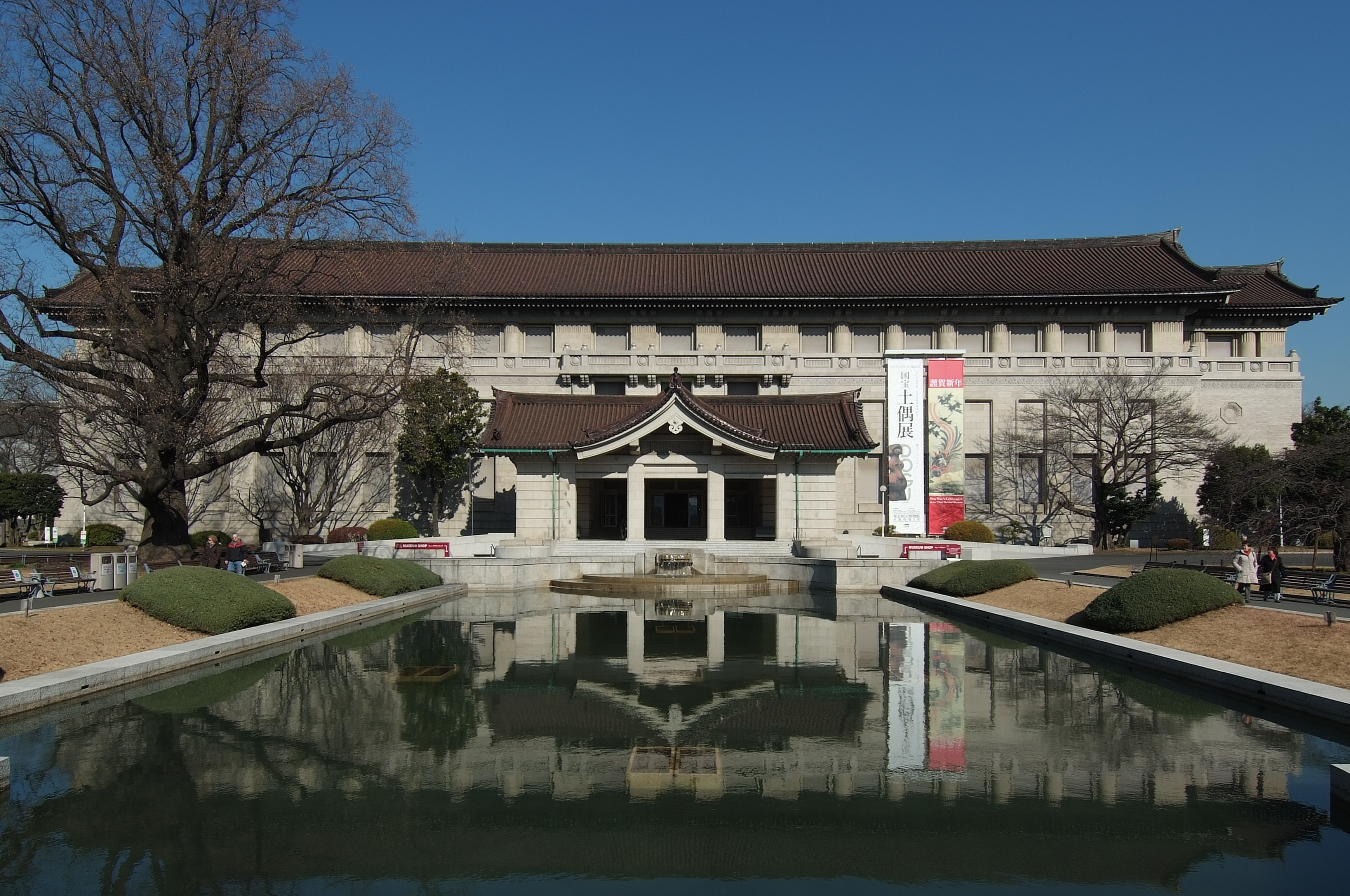
東京國立博物館
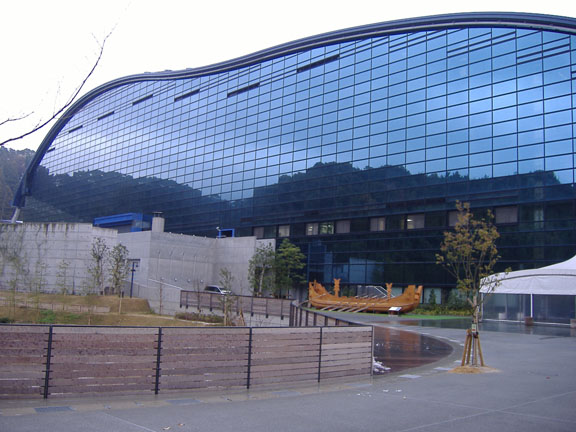
九州國立博物館

## 備註
這把太刀經歷過「莖」截短的修整過程，可能是為了不同時代的主人使用方便導致，所以此刀目前的長度比初始時來得更短一些。
一般來說，經過修整的刀時常陷入外觀差強人意或是「銘文」遭到截斷的狀況，然而來國光此作即便經過修整後仍然相當美麗，獲得「經過修整依然不影響其完整」的美譽。
日本刀多以其莖上之銘文命名，然而鎌倉時代來派工匠作品眾多，在不同刀莖上留下相同的內容的銘文是相當常見的。
記錄中與本篇同為銘「來國光」的太刀就有十把，且造型大同小異，指稱時通常在後備註收藏地。
東京國立博物館亦有收藏另外一把太刀，銘，亦是指定國寶。